# Geschlossene Mannigfaltigkeit
Eine geschlossene Mannigfaltigkeit ist eine kompakte topologische Mannigfaltigkeit ohne Rand. Falls im Kontext eine Mannigfaltigkeit ohne Rand vorgegeben ist, so ist eine kompakte Mannigfaltigkeit automatisch eine geschlossene.
Das einfachste Beispiel ist ein Kreis mit der induzierten kanonischen offenen Topologie des {\displaystyle \mathbb {R} ^{2}}. Dieser ist eine kompakte eindimensionale Mannigfaltigkeit ohne Rand. Andere Beispiele für geschlossene Mannigfaltigkeiten sind die Sphäre, die Projektive Ebene, die Kleinsche Flasche und der Torus.
Gegenbeispiel sind die reelle Zahlengerade, da diese nicht kompakt ist, und die zweidimensionale Kreisscheibe. Letztere ist zwar kompakt, hat aber einen Rand.
Der Begriff der geschlossenen Mannigfaltigkeit darf nicht mit dem Begriff einer abgeschlossenen Menge verwechselt werden. (Letzterer ist definiert für Teilmengen eines topologischen Raumes, relativ zur Topologie dieses Raumes.) So ist jede Untermannigfaltigkeit des {\displaystyle \mathbb {R} ^{n}} auch automatisch abgeschlossen, wie obige Beispiele illustrieren, aber nicht notwendigerweise auch geschlossen.